# Städtisches Gymnasium Broich
Das Städtische Gymnasium Broich in Mülheim an der Ruhr ist benannt nach dem Mülheimer Stadtteil Broich.
Das Gymnasium liegt westlich der Ruhr und wird von etwa 1000 Schülern besucht, die von 63 Lehrern unterrichtet werden (Stand: Oktober 2023). Der Schulbetrieb wurde am jetzigen Standort am 10. Mai 1968 aufgenommen. Damals war es die erste Schule in Nordrhein-Westfalen, die koedukativ unterrichtete.

## Bilingualer Zweig
Das Städtische Gymnasium Broich bietet einen bilingualen Zweig in englischer Sprache an.
In ein bis zwei bilingualen Klassen erlernen die Schüler in der fünften und sechsten Klasse verstärkt die englische Sprache. Von der siebten bis zur neunten Klasse werden die Fächer Erdkunde und Geschichte in englischer Sprache unterrichtet, wobei sich die Lerninhalte nicht von denen der anderen Klassen unterscheiden.
Mit Beginn der Sekundarstufe 2 kann der bilinguale Zweig weiter besucht oder auch beendet werden. In der Jahrgangsstufe 11 ist der bilinguale Englisch-Leistungskurs Pflicht für alle Teilnehmer am bilingualen Zweig. Daneben ist die Abiturprüfung im Geschichts- oder Erdkundegrundkurs – wahlweise schriftlich oder mündlich – in englischer Sprache abzulegen. Nach erfolgreichem Abschluss erhalten die Schüler eine Zertifizierung der bilingualen Schullaufbahn.

## Kultur am Gymnasium Broich
Am Städtischen Gymnasium Broich finden jedes Jahr ein Kammermusikabend im Frühjahr, ein Sommerkonzert vor den Sommerferien, mit Stücken verschiedener Musikrichtungen, sowie ein Weihnachtskonzert statt. Die Schüler der Schule gestalten entweder als Solisten, als Kleingruppe oder als Klasse beziehungsweise als Musikkurs die Abende in der Aula.
Sonstige Veranstaltungen:
- 2005: erstes Rock- & Popfestival; Schülerbands und ehemalige Schüler spielten Stücke von bekannten Interpreten aus den unterschiedlichsten Musikrichtungen.
- 2006: Klasse Klassik; in Zusammenarbeit mit den Duisburger Philharmonikern führte das Gymnasium Broich in Kooperation mit der Realschule Broich ein Klassisches Konzert für junge Leute durch, bei denen sogar einige Schüler selbst mitspielen konnten.
- 2014: erster offener Bandabend für Schüler- und Lehrerbands
- 2015: 50-jähriges Schuljubiläum mit verschiedenen Veranstaltungen (u. a. Kultertag in der Lichtburg Essen, Schulfest)

Weiterhin gibt es jährlich Aufführungen einer schulübergreifenden Theater AG.

## Wettbewerbe
Im Jahr 2000 belegten Schüler des Gymnasiums den ersten Platz bei der Informatik-Olympiade in China und erhielten einen Sonderpreis beim Bundeswettbewerb Informatik.

## Neubau
Im Juni 2012 startete der Bau eines 30 Klassenzimmer umfassenden Gebäudes, welches vorrangig der Unterstufe dient und eine Mensa enthält. Das Gebäude wurde nach den Osterferien 2014 eingeweiht und ersetzte den alten Klassenzimmerkomplex, welcher im Gegensatz zum Komplex der Fachräume nicht renoviert wurde.
In das leerstehende Gebäude, welches erst im Sommer 2015 abgerissen werden soll, zog im Sommer 2014 vorübergehend die Gemeinschaftsgrundschule am Saarnberg ein. Der Umzug wurde aufgrund von umfangreichen Sanierungen der Brandschutzeinrichtungen im Schulgebäude, welches aus dem Jahr 1996 stammt, notwendig.

## Bekannte Schüler
- Andreas Schmidt (* 1956), ehemaliges Mitglied des deutschen Bundestages
- Hannelore Kraft (* 1961), Ministerpräsidentin a. D. Nordrhein-Westfalen (2010–2017)
- Heiko Hendriks (* 1966), Politiker der CDU
- Naomi Schenck (* 1970), Szenenbildnerin, Autorin und Ruhrpreisträgerin 2015
- Lars Lürig (* 1975), mehrfacher Teilnehmer bei den Paralympics im Schwimmen
- Sandra Borgmann (* 1974), Schauspielerin
- Thomas Durchschlag (* 1974), Filmregisseur und Drehbuchautor
- Leonard Conrads (* 2007), Schauspieler
- Rodion Bakum (* 1990), deutscher Politiker der SPD

## Bekannte Lehrer
- Gerhard Kucki (* 1945), national und international erfolgreicher Badmintonspieler